# Olympische Sommerspiele 2008/Teilnehmer (Nordkorea)
| Gelbes Symbol für Goldmedaillen mit stilisierten Olympischen Ringen | Graues Symbol für Silbermedaillen mit stilisierten Olympischen Ringen | Braundes Symbol für Bronzemedaillen mit stilisierten Olympischen Ringen |
| ------------------------------------------------------------------- | --------------------------------------------------------------------- | ----------------------------------------------------------------------- |
| 2                                                                   | 2                                                                     | 2                                                                       |

Nordkorea nahm 2008 in Peking zum achten Mal an Olympischen Sommerspielen teil.
Das Land entsendete 63 Athleten, die an elf Sportarten teilnahmen. Eine gemeinsame Sportdelegation zwischen Nordkorea und Südkorea kam nicht zustande. Gemeinsame Gespräche der beiden Länder waren hierzu zuvor gescheitert.

## Medaillengewinner

### Gold
| Name         | Sportart     | Kategorie     |
| ------------ | ------------ | ------------- |
| Pak Hyon-suk | Gewichtheben | Frauen 63 kg  |
| Hong Un-jong | Turnen       | Frauen Sprung |

### Silber
| Name      | Sportart     | Kategorie    |
| --------- | ------------ | ------------ |
| An Kum-ae | Judo         | Frauen 52 kg |
| O Jong-ae | Gewichtheben | Frauen 58 kg |

### Bronze
| Name         | Sportart | Kategorie    |
| ------------ | -------- | ------------ |
| Pak Chol-min | Judo     | Männer 66 kg |
| Won Ok-im    | Judo     | Frauen 63 kg |

## Bogenschießen
Damen
- Kwŏn Ŭn-sil
- Son Hye-yŏng

## Boxen
- Leichtgewicht (bis 60 kg)
  - Kim Song-guk

## Fußball
Frauen
- Tor

1 Chon Myong-hui
18 Han Hye-yong
- Abwehr

3 Om Chong-ran
4 Chang Yong-ok
5 Song Chong-sun
12 Ri Un-hyang
13 Yu Chong-hui
14 Jang Il-ok
15 Sonu Kyong-sun
16 Kong Hye-ok
- Mittelfeld

2 Kim Kyong-hwa
7 Ho Sun-hui
9 Ri Un-suk
11 Ri Un-gyong
- Sturm

6 Kim Ok-sim
8 Kil Son-hui
10 Ri Kum-suk
17 Kim Yong-ae
- Trainer

Kim Kwang-min
- Ergebnisse

Vorrunde
 Nigeria: 1:0
 Brasilien: 1:2
 Deutschland: 0:1
als Gruppendritter ausgeschieden

## Gewichtheben
Männer:
- Bis 56 kg
  - Cha Kum-chol
  - Ri Kyong-sok
- Bis 62 kg
  - Im Yong-su
- Bis 69 kg
  - Kim Chol-jin

Frauen:
- Bis 58 kg 
  - O Jong-ae (Bronze )
- Bis 63 kg
  - Pak Hyon-suk (Gold )
- Bis 69 kg
  - Hong Yong-ok

## Judo
Männer:
- Bis 60 kg
  - Kim Kyong-jin
- Bis 66 kg	
  - Pak Chol-min (Bronze )
- Bis 73 kg 			
  - Kim Chol-su

Frauen:
- Bis 48 kg
  - Pak Ok-song
- Bis 52 kg	
  - An Kum-ae (Silber )
- Bis 57 kg 	
  - Kye Sun-hui
- Bis 63 kg				
  - Won Ok-im (Bronze )

## Kunstturnen
- Frauen, Einzel
  - Cha Yong-hwa
  - Hong Un-jong (Sprung: Gold )

## Leichtathletik
Männer:
- Marathon
  - Kim Il-nam
  - Pak Song-chol
  - Ri Kim-song

Frauen:
- Marathon
  - Jo Bun-hui
  - Jong Yong-ok
  - Kim Kum-ok

## Ringen
Männer:
- Freistil
- Bis 55 kg
  - Yang Kyong-il
- Bis 66 kg
  - Yang Chun-song

- Griechisch-römisch
- Bis 55 kg
  - Cha Kwang-su

## Schießen
Männer:
- 10 m Luftpistole
  - Kim Jong-su
  - Kwon Tong-hyok
- 50 m Pistole
  - Kim Jong-su
  - Ryu Myong-yon

Frauen:
- 25 m Pistole
  - Jo Yong-suk
- 10 m Luftpistole
  - Jo Yong-suk
- Skeet
  - Pak Jong-ran
- Trap
  - Pak Yong-hui

## Synchronschwimmen
- Kim Yong-mi
- Wang Ok-gyong

## Tischtennis
Männer:
- Einzel
  - Jang Song-man
  - Kim Hyok-bong
  - Ri Chol-guk

Damen:
- Einzel
  - Kim Jong
  - Kim Mi-yong

## Wasserspringen
- Choe Kum-hui
Frauen, 10-m-Synchronspringen
- Kim Jin-ok
Frauen, 10-m-Turmspringen
- Kim Un-hyang
Frauen, 10-m-Turm- und Synchronspringen
- Kim Chon-man
Männer, 10-m-Turmspringen